# Кириаки Тектониду
Кириаки (Вула) Анастасиу Тектониду (на гръцки: Κυριακή (Βούλα) Αναστασίου Τεκτονίδου) е гръцки политик от Общогръцкото социалистическо движение (ПАСОК) и по-късно от Коалицията на радикалната левица (СИРИЗА).

## Биография
Родена е в кукшкото бежанско село Карабунар (Мавронери). От 1963 година живее в солунския квартал Амбелокипи.
На 18 октомври 2011 година става депутат от ПАСОК в Солун на мястото на Томас Ромбопулос, който подава оставка от парламентарния пост. На 12 февруари 2012 година е изключена от парламентарната група на ПАСОК.
На парламентарните избори през януари 2015 година е избрана с бюлетината на СИРИЗА, представляваща отново избирателния район на Солун I.